# Mặt trận Dân chủ Thống nhất Tổ quốc
Mặt trận Dân chủ Thống nhất Tổ quốc, (tiếng Triều Tiên: 조국통일민주주의전선; chữ Hán: 祖國統一民主主義戰線; âm Hán-Việt: Tổ quốc Thống nhất Dân chủ Chủ nghĩa Chiến tuyến), còn gọi là Mặt trận Dân chủ Thống nhất Triều Tiên, hay Mặt trận Tổ quốc, là một tổ chức chính trị ở Cộng hòa Dân chủ Nhân dân Triều Tiên thành lập ngày 22 Tháng 7 năm 1946 dưới sự chỉ đạo của Đảng Lao động Triều Tiên. Tổ chức này trước kia mang tên Mặt trận Dân chủ Thống nhất Tổ quốc Bắc Triều Tiên.
Ban đầu, 72 đảng phái và tổ chức xã hội, từ cả hai miền Nam Bắc, tham gia mặt trận. Hiện nay còn lại 24 thành viên. Ba chính đảng của Bắc triều Tiên là — Đảng Lao động Triều Tiên, Đảng Dân chủ Xã hội và Đảng Thanh hữu Thiên Đạo đều tham gia Mặt trận. Bốn tổ chức quần chúng quan trọng nhất — Đoàn Thanh niên Yêu nước Xã hội chủ nghĩa, Hội Liên hiệp Phụ nữ Xã hội chủ nghĩa Triều Tiên, Tổng Liên đoàn Lao động Triều Tiên, và Liên hiệp Công nhân Nông nghiệp Triều Tiên cũng là thành viên. Liên đoàn Thiếu nhi Triều Tiên cũng là một tổ chức thành viên.
Tất cả các ứng cử viên cho chức vụ bầu cử phải là thành viên của mặt trận, và được bầu bởi nó; Các cuộc họp đại chúng được tổ chức để quyết định ứng cử viên nào sẽ được đề cử và tên của họ chỉ được ghi trên phiếu bầu khi cuộc họp chấp thuận. Tuy nhiên, trên thực tế, các đảng phái nhỏ và các tổ chức đoàn thể trong mặt trận hoàn toàn phụ thuộc vào WPK. Do đó, WPK có thể xác định trước thành phần của Hội đồng Nhân dân Tối cao (SPA).
Có một đối tác rõ ràng của Hàn Quốc cho DFRF, được gọi là Mặt trận Dân chủ Quốc gia Chống Đế quốc, hoạt động ở Bắc Triều Tiên.
Chủ tịch kiêm Tổng thư ký hiện tại của Ủy ban Trung ương DFRF là Pak Myong-chol. Những người khác trong đoàn chủ tịch của nó bao gồm Ri Kil-song và Kim Wan-su.

## Thành viên

### Đảng phái chính trị
| Đảng phái                                                       | Biểu tượng | Tư tưởng                 | Thành lập  | Số ghế trong HĐNDTC (2014) | Ghi chú       |
| --------------------------------------------------------------- | ---------- | ------------------------ | ---------- | -------------------------- | ------------- |
| Đảng Lao động Triều Tiên 조선로동당 Chosŏn Rodongdang           |            | Chủ thể và Tiên quân     | 29/7/1946  | 607 / 687                  | [ 13 ] [ 14 ] |
| Đảng Dân chủ Xã hội 조선사회민주당 Chosŏn Sahoe Minjudang       |            | Dân chủ Xã hội (de jure) | 3/10/1945  | 50 / 687                   | [ 15 ] [ 14 ] |
| Đảng Thanh hữu Thiên Đạo 천도교청우당 Ch'ŏndogyo Ch'ŏngudang    |            | Thiên đạo                | 18/1/1946  | 22 / 687                   | [ 14 ] [ 16 ] |
| Tổng hội Liên hiệp người Triều Tiên tại Nhật Bản 총련 Chongryon |            | Người Triều Tiên         | 30/03/1950 | 6 / 687                    | [ 17 ]        |

1. ↑  Tổng liên không phải là một đảng phái chính trị nhưng nó là một tổ chức trực thuộc Mặt trận Dân chủ Thống nhất Tổ quốc và cũng có cơ cấu đại biểu tham gia ứng cử Hội đồng Nhân dân Tối cao.

### Tổ chức khác
| Tổ chức                                          | Huy hiệu | Tên Triều Tiên            | Thành lập               | Ref           |
| ------------------------------------------------ | -------- | ------------------------- | ----------------------- | ------------- |
| Đoàn Thanh niên Yêu nước Xã hội chủ nghĩa        |          | 김일성-김정일주의청년동맹 | 17/1/1946               | [ 18 ]        |
| Hội Liên hiệp Phụ nữ Xã hội chủ nghĩa Triều Tiên |          | 조선사회주의녀성동맹      | 18/11/1945              | [ 19 ]        |
| Tổng Liên đoàn Lao động Triều Tiên               |          | 조선직업총동맹            | 30/11/1945              | [ 20 ]        |
| Liên hiệp Công nhân Nông nghiệp Triều Tiên       |          | 조선농업근로자동맹        | 31/1/1946               | [ 20 ]        |
| Đội Thiếu niên Triều Tiên                        |          | 조선소년단                | ngày 6 tháng 6 năm 1946 | [ 21 ]        |
| Liên đoàn Nhà báo Triều Tiên                     |          | 조선기자동맹              | 10/1/1946               | [ 22 ] [ 23 ] |
| Liên đoàn Văn học và Nghệ thuật Triều Tiên       |          | 조선문학예술총동맹        | 25/3/1946               | [ 22 ] [ 24 ] |
| Liên đoàn Tin lành Triều Tiên                    |          | 조선그리스도교연맹        | 28/11/1946              | [ 25 ] [ 26 ] |

## Lịch sử bầu cử

### Bầu cử Hội đồng Nhân dân Tối cao
| Bầu cử | %      | Số ghế    | +/–        | Vị trí | Chính phủ                  |
| ------ | ------ | --------- | ---------- | ------ | -------------------------- |
| 1948   | 98.49% | 572 / 572 | 572        | 1      | Liên minh pháp lý duy nhất |
| 1957   | 99.92% | 215 / 215 | 357        | 1      | Liên minh pháp lý duy nhất |
| 1962   | 100%   | 383 / 383 | 168        | 1      | Liên minh pháp lý duy nhất |
| 1967   | 100%   | 457 / 457 | 74         | 1      | Liên minh pháp lý duy nhất |
| 1972   | 100%   | 541 / 541 | 84         | 1      | Liên minh pháp lý duy nhất |
| 1977   | 100%   | 579 / 579 | 38         | 1      | Liên minh pháp lý duy nhất |
| 1982   | 100%   | 615 / 615 | 36         | 1      | Liên minh pháp lý duy nhất |
| 1986   | 100%   | 655 / 655 | 40         | 1      | Liên minh pháp lý duy nhất |
| 1990   | 100%   | 687 / 687 | 32         | 1      | Liên minh pháp lý duy nhất |
| 1998   | 100%   | 687 / 687 | Giữ nguyên | 1      | Liên minh pháp lý duy nhất |
| 2003   | 100%   | 687 / 687 | Giữ nguyên | 1      | Liên minh pháp lý duy nhất |
| 2009   | 100%   | 687 / 687 | Giữ nguyên | 1      | Liên minh pháp lý duy nhất |
| 2014   | 100%   | 687 / 687 | Giữ nguyên | 1      | Liên minh pháp lý duy nhất |
| 2019   | 100%   | 687 / 687 | Giữ nguyên | 1      | Liên minh pháp lý duy nhất |